# Into the Millennium Tour
Into the Millennium Tour foi a quarta turnê musical do grupo estadunidense Backstreet Boys, realizada em apoio a seu terceiro álbum de estúdio, Millennium (1999). Ela iniciou-se em 2 de junho de 1999 em Ghent, Bélgica e foi encerrada em 15 de março de 2000 em Toronto, Canadá. A turnê compreendeu 123 concertos em 84 cidades, abrangendo três etapas. Sua venda de ingressos pela etapa da América do Norte, estabeleceu recordes, tornando-a de bilheteria mais rápida a ser vendida de todos os tempos. 
Em fevereiro de 2000, a Into the Millennium Tour recebeu o prêmio de Produção de Palco Mais Criativa pela Pollstar Concert Industry Award.

## Antecedentes e recepção comercial
Antes do início da turnê, o Backstreet Boys gravou um concerto especial para o Disney Channel em 11 de maio de 1999, no New Amsterdam Theatre, em Nova Iorque. A primeira etapa da Into the Millennium Tour foi realizada na Europa, de 2 de junho a 7 de agosto de 1999 e contou com mais de quarenta concertos em mais de trinta cidades e treze países. A etapa realizada na América do Norte, foi dividida em duas partes, o qual a primeira iniciou suas vendas em 14 de agosto e resultou na maioria dos ingressos sendo vendidos em uma hora, além disso, diversos pontos de venda, estabeleceram recordes de velocidade de vendagem. Esta primeira etapa na América do Norte, vendeu inicialmente 53 datas (40 oficialmente anunciadas e treze adicionadas devido à demanda) em 39 cidades, agendada para ser realizada de 14 de setembro a 2 de dezembro de 1999. Os 765.000 ingressos disponíveis arrecadaram vendas estimadas em US$ 30 milhões de dólares, com valores nominais fixados em US$ 28,50 e US$ 38,50. A estratégia de vendagem incomum, que disponibilizou todos os concertos da turnê à venda em uma manhã, permitiu que a Into the Millennium Tour se tornasse um evento e obtivesse o resultado de quebra de recordes de vendas.
Depois de adicionar concertos adicionais, esta etapa contou no total com 53 concertos, com alguns locais realizando três apresentações consecutivas. Devido ao furacão Floyd, que se aproximava da Flórida, Estados Unidos, o grupo adiou as duas primeiras datas da etapa norte-americana, de 14 e 15 de setembro para 5 e 6 de dezembro, respectivamente.
A segunda etapa da turnê realizada na América do Norte, foi oficialmente intitulada como "Sears Presents Backstreet Boys Into The Millennium Tour",  devido a rede de lojas Sears ter patrocinado a primeira etapa norte-americana, assim como a marca Polaroid. Esta segunda etapa ocorreu de 11 de fevereiro a 15 de março de 2000 com um total de 23 apresentações. O concerto realizado no Georgia Dome, em Atlanta, tornou-se o quinto concerto mais assistido da história dos Estados Unidos e o mais assistido de um artista pop.

### Controvérsia sobre ingressos
No concerto realizado em 31 de outubro de 1999 em Denver, Estados Unidos, a empresa House of Blues Concerts, havia reservado um grande número de ingressos não comprados de portadores de ingressos sazonais para intermediários particulares, em vez de oferecê-los ao público. Dessa forma, os ingressos foram revendidos por valores bem acima de seu valor nominal. O Backstreet Boys solicitou posteriormente, que a House of Blues Concerts doasse o valor de  US$75.000 a um fundo de bolsas da Columbine High School, como compensação por suas ações. O mesmo concordou em fazer a doação às vítimas de Columbine, mas disse que ofereceria a doação a um grupo de sua escolha, alegando que o Columbine College Fund, escolhido pela administração do grupo, poderia não ser legítimo.

## Desenvolvimento

### Palco
A turnê contou com um palco pentagonal, situado no centro de cada local de apresentação, com 360 graus de um design redondo. Além disso, a Into the Millennium Tour contou uma pista externa pentagonal com cinco rampas direcionadas a uma plataforma circular central. Esta plataforma normalmente seria mais alta que o restante do palco, mas poderia estar abaixo do palco para permitir que os membros do Backstreet Boys entrasse ou saísse para a área equivalente a "bastidores". A plataforma e as rampas também estiveram posicionadas de forma plana no mesmo nível do palco, com apenas um leve aumento da pista externa para a área central.
A banda ao vivo esteve situada no espaço entre a pista externa e a plataforma central, com seus integrantes separados um do outro pelas rampas, em um projeto de palco produzido por Mark Rabbit em conjunto com outros profissionais.

### Sinopse e figurino
A turnê foi apoiada por uma banda ao vivo formada de seis membros e um complemento de dez dançarinos de apoio (cinco masculinos e cinco femininos). O Backstreet Boys ás vezes se separava e se apresentava com um membro de cada lado ou canto do palco, mas durante grande parte do concerto, eles se apresentavam de um lado de cada vez, circulando o palco (geralmente como parte da coreografia) ao longo de cada canção. Uma transmissão em vídeo do concerto, era mostrada em telas que circundavam o equipamento de iluminação superior do palco.

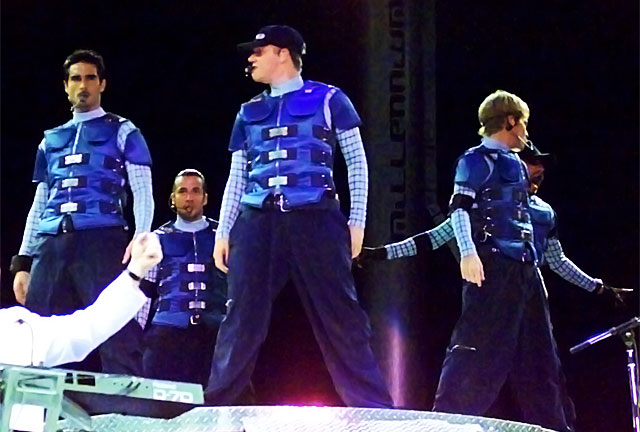
Backstreet Boys se apresentando durante o primeiro segmento da turnê, de vestuário futurista/espacial.

A introdução dos concertos iniciava-se com dançarinos portando tochas enquanto marchavam ao som da faixa pré-gravada "The Imperial March", tema musical presente na franquia Star Wars. Os membros do grupo, se dirigiam ao palco portando pranchas e presos a cabos de aço vindos do alto do palco. Ao chegarem ao solo, se apresentavam para o público, caminhando em todos os lados do palco, antes de se iniciar a primeira canção do repertório:   "Larger than Life". Diversas trocas de roupas eram realizadas durante o concerto, os membros do Backstreet Boys utilizavam figurinos "futuristas / espaciais" para o primeiro segmento do concerto. Duas versões desses trajes foram feias: As roupas originais apresentavam gola azul quadriculada sob coletes azuis acolchoados. As roupas posteriores (introduzidas em 19 de fevereiro na terceira etapa da turnê), apresentavam a sua parte superior moldadas em forma de armadura, o qual foram projetados individualmente para cada membro. Ambos os trajes apresentavam calças pretas lisas. 
Após as três primeiras canções, cada membro do grupo se apresentava separadamente à platéia enquanto os outros mudavam para o próximo figurino. Inicialmente, esta mudança envolveu a remoção dos coletes acolchoados e o uso de casacos escuros sobre as golas de xadrez dos trajes espaciais. Mais tarde na turnê, o grupo passou a vestir uma camiseta preta com decote em "V" com os casacos. Após a apresentação de "As Long as You Love Me" e outra troca de figurino, onde passavam a usar roupas de couro, o quinteto executava as próximas canções, "Don't Wanna Lose You Now" e "Quit Playing Games (With My Heart)", durante as quais eram ligados novamente a cabos de aço para sobrevoar sob a platéia (onde cada um se posicionava em um lado diferente). Para executar a canção "Don't Want You Back", seu figurino recebeu a adição de defletores vermelhos e pretos de corrida de motocross colocados em cima de camisas e calças pretas. 
Cinco pares de mães e filhas da platéia eram trazidas ao palco para o grupo apresentar "The Perfect Fan", posteriormente, um piano de cauda era baixado na plataforma central, e Kevin Richardson tocava um dueto com a saxofonista Mindi Abair, levando a execução de "Back To Your Heart". Nick Carter também tocou bateria em alguns concertos. Após outra mudança de figurino para roupas brancas, o Backstreet Boys apresentava um medley de "Everybody (Backstreet's Back)", "We've Got It Goin' On" e "That's The Way I Like It". Uma melodia instrumental de jazz era utilizada para permitir que os membros do grupo trocassem de roupa (inicialmente utilizando-se de ternos cor-de-rosa, mas substituídos por ternos de listras escuras mais tarde na turnê). Eles se reuniam na plataforma central onde se sentavam para cantar um segmento de baladas, onde encerraram o repertório executando "Show Me the Meaning of Being Lonely", com cada membro executando uma coreografia com uma dançarina.  
Como bis do concerto, os membros retornavam ao palco com figurino de roupas de rua para "It's Gotta Be You", onde apresentavam os dançarinos e banda. Para o bis final, o grupo executava "I Want It That Way", muitas vezes adicionando uma camisa esportiva local a seu figurino anterior.

### Material promocional
O Backstreet Boys realizou uma parceria promocional com a rede de fast-food Burger King, a fim deste último vender exclusivamente um conjunto de três CDs e uma fita VHS com canções e vídeos, respectivamente, da turnê. Cada CD intitulado de For the Fans, recebeu três faixas ao vivo da Into the Millennium Tour, além de três faixas gravadas em estúdio e conteúdo aprimorado por computador. Seu conteúdo em vídeo, consistiu de imagens de cinco canções, além de entrevistas e outras imagens da turnê. O material utilizado foi obtido principalmente dos concertos realizados em Indianápolis, Estados Unidos.

## Repertório
1. "Larger than Life"
2. "Get Down (You're the One For Me)"
3. "The One"
4. "As Long as You Love Me"
5. "Don't Wanna Lose You Now"
6. "Quit Playing Games (With My Heart)"
7. "Don't Want You Back"
8. "The Perfect Fan"
9. "Back to Your Heart"
10. "Everybody (Backstreet's Back)" / "We've Got It Goin' On" / "That's the Way I Like It"
11. "Spanish Eyes"
12. "I'll Never Break Your Heart"
13. "No One Else Comes Close"
14. "All I Have to Give"
15. "Show Me the Meaning of Being Lonely"

Bis
1. "It's Gotta Be You"
2. "I Want It That Way"

1. "Larger than Life"
2. "Quit Playing Games (With My Heart)"
3. "As Long as You Love Me"
4. "All I Have to Give"
5. "Show Me the Meaning of Being Lonely"
6. "I'll Never Break Your Heart"
7. "Everybody (Backstreet's Back)"
8. "I Want It That Way"
9. "The Perfect Fan" (com participação de The Boys Choir of Harlem)

## Datas da turnê
| Data                       | Cidade           | País                | Local                                |
| Europa                     | Europa           | Europa              | Europa                               |
| -------------------------- | ---------------- | ------------------- | ------------------------------------ |
| 2 de junho de 1999         | Ghent            | Bélgica             | Flanders Expo                        |
| 3 de junho de 1999         | Ghent            | Bélgica             | Flanders Expo                        |
| 4 de junho de 1999         | Frankfurt        | Alemanha            | Festhalle Frankfurt                  |
| 5 de junho de 1999         | Amsterdã         | Países Baixos       | Amsterdam Arena                      |
| 7 de junho de 1999         | Cologne          | Alemanha            | Kölnarena                            |
| 8 de junho de 1999         | Paris            | França              | Palais Omnisports de Paris-Bercy     |
| 10 de junho de 1999        | Manchester       | Inglaterra          | Manchester Evening News Arena        |
| 11 de junho de 1999        | Newcastle        | Inglaterra          | Telewest Arena                       |
| 13 de junho de 1999        | Birmingham       | Inglaterra          | NEC Arena                            |
| 14 de junho de 1999        | Birmingham       | Inglaterra          | NEC Arena                            |
| 16 de junho de 1999        | Londres          | Inglaterra          | Earls Court Exhibition Centre        |
| 17 de junho de 1999        | Londres          | Inglaterra          | Earls Court Exhibition Centre        |
| 20 de junho de 1999        | Mannheim         | Alemanha            | Maimarkthalle                        |
| 21 de junho de 1999        | Bielefeld        | Alemanha            | Seidensticker Halle                  |
| 22 de junho de 1999        | Oberhausen       | Alemanha            | König Pilsener Arena                 |
| 24 de junho de 1999        | Münster          | Alemanha            | Muensterlandhalle                    |
| 25 de junho de 1999        | Stuttgart        | Alemanha            | Hanns-Martin-Schleyer-Halle          |
| 26 de junho de 1999        | Munique          | Alemanha            | Olympiahalle                         |
| 27 de junho de 1999        | Zurique          | Suíça               | Hallenstadion                        |
| 29 de junho de 1999        | Roma             | Itália              | Stadio Olimpico                      |
| 1 de julho de 1999         | Milão            | Itália              | Forum di Assago                      |
| 2 de julho de 1999         | Milão            | Itália              | Forum di Assago                      |
| 3 de julho de 1999         | Milão            | Itália              | Forum di Assago                      |
| 5 de julho de 1999         | Viena            | Áustria             | Wiener Stadthalle                    |
| 6 de julho de 1999         | Rieden           | Alemanha            | Ostbayernhalle                       |
| 7 de julho de 1999         | Friedrichshafen  | Alemanha            | Messehalle Friedrichshafen           |
| 9 de julho de 1999         | Viareggio        | Itália              | Stadio dei Pini                      |
| 11 de julho de 1999        | San Sebastián    | Espanha             | Velódromo de Anoeta                  |
| 12 de julho de 1999        | Zaragoza         | Espanha             | Pabellón Príncipe Felipe             |
| 13 de julho de 1999        | Barcelona        | Espanha             | Palau Sant Jordi                     |
| 14 de julho de 1999        | Barcelona        | Espanha             | Palau Sant Jordi                     |
| 16 de julho de 1999        | Madri            | Espanha             | Palacio de Deportes                  |
| 18 de julho de 1999        | Gijón            | Espanha             | Estadio Municipal El Molinón         |
| 21 de julho de 1999        | Bremen           | Alemanha            | Stadthalle Bremen                    |
| 22 de julho de 1999        | Leipzig          | Alemanha            | Messehalle 7                         |
| 23 de julho de 1999        | Berlim           | Alemanha            | Velodrom                             |
| 24 de julho de 1999        | Berlim           | Alemanha            | Velodrom                             |
| 26 de julho de 1999        | Rotterdam        | Países Baixos       | Rotterdam Ahoy Sportpaleis           |
| 27 de julho de 1999        | Rotterdam        | Países Baixos       | Rotterdam Ahoy Sportpaleis           |
| 29 de julho de 1999        | Copenhagen       | Dinamarca           | Forum Copenhagen                     |
| 30 de julho de 1999        | Oslo             | Noruega             | Oslo Spektrum                        |
| 31 de julho de 1999        | Oslo             | Noruega             | Oslo Spektrum                        |
| 2 de agosto de 1999        | Helsinki         | Finlândia           | Hartwall Areena                      |
| 3 de agosto de 1999        | Helsinki         | Finlândia           | Hartwall Areena                      |
| 5 de agosto de 1999        | Gothenburg       | Suécia              | Scandinavium                         |
| 6 de agosto de 1999        | Estocolmo        | Suécia              | Stockholm Globe Arena                |
| 7 de agosto de 1999        | Estocolmo        | Suécia              | Stockholm Globe Arena                |
| América do Norte           |                  |                     |                                      |
| 17 de setembro de 1999     | Charlotte        | Estados Unidos      | Charlotte Coliseum                   |
| 18 de setembro de 1999     | Washington, D.C. | Estados Unidos      | MCI Center                           |
| 19 de setembro de 1999     | Washington, D.C. | Estados Unidos      | MCI Center                           |
| 21 de setembro de 1999     | Boston           | Estados Unidos      | FleetCenter                          |
| 22 de setembro de 1999     | Boston           | Estados Unidos      | FleetCenter                          |
| 23 de setembro de 1999     | East Rutherford  | Estados Unidos      | Continental Airlines Arena           |
| 24 de setembro de 1999     | East Rutherford  | Estados Unidos      | Continental Airlines Arena           |
| 26 de setembro de 1999     | Uniondale        | Estados Unidos      | Nassau Veterans Memorial Coliseum    |
| 27 de setembro de 1999     | Uniondale        | Estados Unidos      | Nassau Veterans Memorial Coliseum    |
| 29 de setembro de 1999     | Filadélfia       | Estados Unidos      | First Union Center                   |
| 30 de setembro de 1999     | Filadélfia       | Estados Unidos      | First Union Center                   |
| 4 de outubro de 1999       | Columbus         | Estados Unidos      | Value City Arena                     |
| 5 de outubro de 1999       | Rosemont         | Estados Unidos      | Allstate Arena                       |
| 6 de outubro de 1999       | Rosemont         | Estados Unidos      | Allstate Arena                       |
| 7 de outubro de 1999       | Rosemont         | Estados Unidos      | Allstate Arena                       |
| 9 de outubro de 1999       | Minneapolis      | Estados Unidos      | Target Center                        |
| 12 de outubro de 1999      | Phoenix          | Estados Unidos      | America West Arena                   |
| 14 de outubro de 1999      | Anaheim          | Estados Unidos      | Arrowhead Pond of Anaheim            |
| 15 de outubro de 1999      | Anaheim          | Estados Unidos      | Arrowhead Pond of Anaheim            |
| 16 de outubro de 1999      | Las Vegas        | Estados Unidos      | MGM Grand Garden Arena               |
| 19 de outubro de 1999      | Inglewood        | Estados Unidos      | Great Western Forum                  |
| 20 de outubro de 1999      | Inglewood        | Estados Unidos      | Great Western Forum                  |
| 21 de outubro de 1999      | San José         | Estados Unidos      | San Jose Arena                       |
| 22 de outubro de 1999      | San José         | Estados Unidos      | San Jose Arena                       |
| 25 de outubro de 1999      | Portland         | Estados Unidos      | Rose Garden                          |
| 26 de outubro de 1999      | Tacoma           | Estados Unidos      | Tacoma Dome                          |
| 28 de outubro de 1999      | Salt Lake City   | Estados Unidos      | Delta Center                         |
| 29 de outubro de 1999      | Salt Lake City   | Estados Unidos      | Delta Center                         |
| 31 de outubro de 1999      | Denver           | Estados Unidos      | Pepsi Center                         |
| 2 de novembro de 1999      | Iowa City        | Estados Unidos      | Carver–Hawkeye Arena                 |
| 3 de novembro de 1999      | Madison          | Estados Unidos      | Kohl Center                          |
| 4 de novembro de 1999      | Milwaukee        | Estados Unidos      | Bradley Center                       |
| 6 de novembro de 1999      | Auburn Hills     | Estados Unidos      | The Palace of Auburn Hills           |
| 7 de novembro de 1999      | Auburn Hills     | Estados Unidos      | The Palace of Auburn Hills           |
| 8 de novembro de 1999      | Auburn Hills     | Estados Unidos      | The Palace of Auburn Hills           |
| 10 de novembro de 1999     | Montreal         | Canadá              | Molson Centre                        |
| 11 de novembro de 1999     | Toronto          | Canadá              | SkyDome                              |
| 12 de novembro de 1999     | Ottawa           | Canadá              | Corel Centre                         |
| 14 de novembro de 1999     | Buffalo          | Estados Unidos      | Marine Midland Arena                 |
| 15 de novembro de 1999     | Cincinnati       | Estados Unidos      | Firstar Arena                        |
| 17 de novembro de 1999     | St. Louis        | Estados Unidos      | Kiel Center                          |
| 18 de novembro de 1999     | Kansas City      | Estados Unidos      | Kemper Arena                         |
| 20 de novembro de 1999     | Nova Orleans     | Estados Unidos      | New Orleans Arena                    |
| 21 de novembro de 1999     | Memphis          | Estados Unidos      | Pyramid Arena                        |
| 23 de novembro de 1999     | Birmingham       | Estados Unidos      | BJCC Arena                           |
| 24 de novembro de 1999     | Atlanta          | Estados Unidos      | Philips Arena                        |
| 26 de novembro de 1999     | Lexington        | Estados Unidos      | Rupp Arena                           |
| 28 de novembro de 1999     | Knoxville        | Estados Unidos      | Thompson–Boling Arena                |
| 29 de novembro de 1999     | Nashville        | Estados Unidos      | Gaylord Entertainment Center         |
| 1 de dezembro de 1999      | Orlando          | Estados Unidos      | Orlando Arena                        |
| 2 de dezembro de 1999      | Tampa            | Estados Unidos      | Ice Palace                           |
| 5 de dezembro de 1999      | Sunrise          | Estados Unidos      | National Car Rental Center           |
| 6 de dezembro de 1999      | Sunrise          | Estados Unidos      | National Car Rental Center           |
| América do Norte - etapa 2 |                  |                     |                                      |
| University Park            | Estados Unidos   | Bryce Jordan Center |                                      |
| University Park            | Estados Unidos   | Bryce Jordan Center | 12 de fevereiro de 2000              |
| 15 de fevereiro de 2000    | Estados Unidos   | Albany              | Pepsi Arena                          |
| 16 de fevereiro de 2000    | Estados Unidos   | Albany              | Pepsi Arena                          |
| 18 de fevereiro de 2000    | Estados Unidos   | Raleigh             | Raleigh Entertainment & Sports Arena |
| 19 de fevereiro de 2000    | Estados Unidos   | Atlanta             | Georgia Dome                         |
| 20 de fevereiro de 2000    | Estados Unidos   | Greensboro          | Greensboro Coliseum                  |
| 22 de fevereiro de 2000    | Estados Unidos   | Greenville          | BI-LO Center                         |
| 24 de fevereiro de 2000    | Estados Unidos   | São Peterburgo      | Tropicana Field                      |
| 26 de fevereiro de 2000    | Estados Unidos   | Nova Orleans        | Louisiana Superdome                  |
| 28 de fevereiro de 2000    | Estados Unidos   | Houston             | Compaq Center                        |
| 29 de fevereiro de 2000    | Estados Unidos   | Houston             | Compaq Center                        |
| 1 de março de 2000         | Estados Unidos   | San Antonio         | Alamodome                            |
| 3 de março de 2000         | Estados Unidos   | Dallas              | Reunion Arena                        |
| 4 de março de 2000         | Estados Unidos   | Dallas              | Reunion Arena                        |
| 5 de março de 2000         | Estados Unidos   | Austin              | Frank Erwin Center                   |
| 7 de março de 2000         | Estados Unidos   | St. Louis           | Trans World Dome                     |
| 9 de março de 2000         | Estados Unidos   | Cleveland           | Gund Arena                           |
| 10 de março de 2000        | Estados Unidos   | Indianápolis        | Conseco Fieldhouse                   |
| 11 de março de 2000        | Estados Unidos   | Indianápolis        | Conseco Fieldhouse                   |
| 13 de março de 2000        | Estados Unidos   | East Lansing        | Breslin Student Events Center        |
| 14 de março de 2000        | Hamilton         | Canadá              | Copps Coliseum                       |
| 15 de março de 2000        | Toronto          | Canadá              | SkyDome                              |

### Concertos cancelados e datas reagendadas
| Data                   | Local                          | País           | Motivo/informações adicionais         |
| ---------------------- | ------------------------------ | -------------- | ------------------------------------- |
| 14 de setembro de 1999 | National Car Rental Center     | Estados Unidos | Reagendado para 5 de dezembro de 1999 |
| 15 de setembro de 1999 | National Car Rental Center     | Estados Unidos | Reagendado para 6 de dezembro de 1999 |
| 5 de março de 2000     | Myriad Convention Center Arena | Estados Unidos | Cancelado                             |